# Józef Krzak
Józef Krzak (ur. 1954 w Świdniku) – doktor nauk o kulturze fizycznej, trener 12-krotnego mistrza Polski w goalballu, klubu Integracyjne Centrum Sportu i Rehabilitacji "Start" w Lublinie. W latach 1993–2008 pierwszy trener reprezentacji Polski w goalballu. Sędzia międzynarodowy. W 2005 wraz z Robertem Prażmo wydał książkę Goalball. 
Józef Krzak odznaczony został Srebrnym Krzyżem Zasługi.